# Манастирски възвишения
Манастирските възвишения са възвишения в Югоизточна България, между Горнотракийската низина и Елховското поле, в Ямболска, Хасковска и Старозагорска област. 
Възвишенията се простират от запад-югозапад на изток-североизток на около 30 км, а ширината им е от 15 км на запад до 5 км на изток. Разположени са между Горнотракийската низина на запад и Елховското поле на изток. На юг, в района на село Орлов дол чрез ниски хълмове се свързват с планината Сакар. 
Западната и югозападната част на възвишенията представляват ниско хълмиста земя, а в източната им висока част ясно се очертават две куполовидни части (западна и източна), разделени от плоска седловина. Най-високата им точка връх Градище (600 м) увенчава западния купол, разположен на около 1,2 км северозападно от село Голям Манастир. Изградени са от габро и кристалинни шисти. Северно от възвишенията, при село Крумово има находище на желязна руда. 
Климатът е преходноконтинентален със средиземноморско влияние. Отводнява се от малки и къси рекички и дерета притоци на реките Овчарица и Соколица (леви притоци на Сазлийка, от басейна на Марица) и Калница и Синаповска река (десни притоци на Тунджа). Почвите са излужени канелени горски. Най-високите части са заети от редки широколистни гори, а по надолу има обширни пасища. Добри условия за развитие на животновъдство. 
По склоновете и подножията им са разположени 14 села: Владимирово, Генерал Тошево, Голям манастир, Драма, Каменна река, Малък манастир, Маца, Миладиновци, Овчи кладенец, Орлов дол, Полски Градец, Пчела, Светлина и Скалица. 
През възвишенията и по подножията им преминават участъци от 3 пътя от Държавната пътна мрежа:
- В най-югозападната им част, от север на юг, между селата Полски Градец и Мъдрец, на протежение от 7,7 км – участък от второкласен път № 55 Дебелец – Нова Загора – Свиленград;
- По северозападното им подножие, между селата Скалица и Маца, на протежение от 14 км – участък от третокласен път № 536 Ямбол – Скалица – Маца;
- В южната им част, на протежение от 13,5 км – участък от третокласен път № 559 Полски Градец – Тополовград – Устрем. [1]

## Топографска карта
- Лист от карта K-35-65. Мащаб: 1 : 100 000.